# 坛岭头岱庙
坛岭头岱庙，位于山西省晋城市泽州县北义城乡坛岭头村北土岗上，是一座古建筑，建于金、清。
2013年3月5日，坛岭头岱庙公布为第七批全国重点文物保护单位，编号7-0800。